# København (film)
 For alternative betydninger, se København (flertydig). (Se også artikler, som begynder med København)
København er en dansk kortfilm fra 2009 instrueret af Andreas Dalsgaard.

## Handling
København handler om Janus, en krigsfotograf med en hverdag i verdens blodigste brændpunkter. Efter 5 år i udlandet vender han hjem til København for at åbne en udstilling med sine fotografier. Han skal bare blive én dag. Åbne udstillingen og beundres af folk. Men hjemkomsten tager en ny drejning, da Janus opsøger Katrine, en kvinde han forlod 5 år tidligere.

## Medvirkende
- Thomas Bo Larsen, Janus
- Laura Drasbæk, Katrine
- Pernille Vallentin, Rikke
- Ellen Hillingsø, Elisabeth
- Christine Gjerulff, Camilla
- Gry Bay, Sandra
- Figne Hartmann Petersen, Figne
- Adrian Hughes, Journalist
- Kim Sønderholm, Museumskustode